# Дольщик (кинематограф)

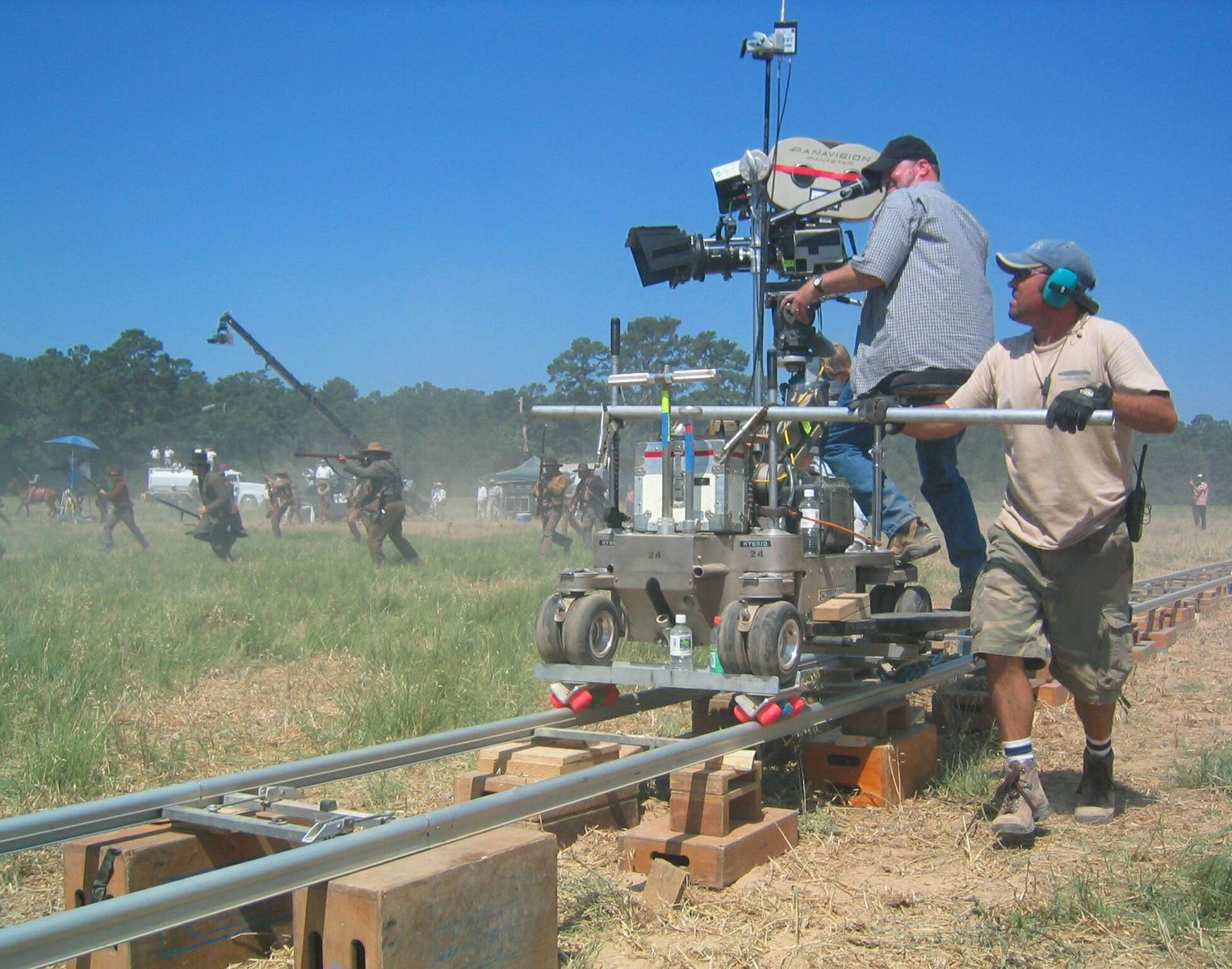
Дольщик (справа) во время съёмки сцены с движущейся операторской тележки

До́льщик — сотрудник киностудии или телецентра, отвечающий за операторскую тележку, движущуюся вместе с камерой по рельсам или просто на колёсах, для придания выразительности изображению кинофильма или телепередачи. Происхождение слова — от голливудского названия операторской тележки «Долли» (англ. dolly).
Дольщик, его ассистенты и кранмейстер относятся к команде постановочного цеха киностудии (англ. Dolly Grip), прикрепляемой к операторской группе на время съёмок.
Команда дольщиков по указанию оператора-постановщика прокладывает рельсы для тележки, осуществляет монтаж на неё киносъёмочного аппарата, телевизионной камеры или видеокамеры и другого вспомогательного оборудования, а также отвечает за правильное движение тележки с камерой и в большинстве случаев осуществляет его вручную.